# Triepeolus eldoradensis
Triepeolus eldoradensis är en biart som först beskrevs av Cockerell 1910.  Triepeolus eldoradensis ingår i släktet Triepeolus och familjen långtungebin. Inga underarter finns listade i Catalogue of Life.